# 리위아
리위아(학명: Liwia)는 리위아과에 속하는 영순충 가운데 하나이다.
Liwia plana 및 Liwia convexa가 리위아속에 속해 있으며, 모두 인페르캄브리아페이토이아도 발굴된 폴란드의 자비신  누층(Zawiszyn Formation)에서 수 킬로미터 깊이에 있는 시추공에서 발견되었다.

## 발견 및 명명
리위아의 완모식표본 화석은 폴란드의 자비신 누층에서 발견되어 1975년에 기재되었다.
속명 리위아는  화석이 발견된 곳 주변에서 흐르는 폴란드의 리비엑 강(Liwiec River)에서 유래하였으나, 속명이 이미 선점되어 있었기 때문에 1988년에 리위아속으로 바꾸게 되었다.
리위아 콘벡사(학명: L.convexa)의 종소명은 라틴어 콘벡사(→둥글다)에서 유래하였으며, 배끝마디의 굽어있는 모습과 연관이 있다. 리위아 플라나(학명: L. Plana)의 종소명은 라틴어 플라나(→평평하다)에서 유래하였으며, 이 종의 몸이 전체적으로 평평한 것과 관련이 있다.

## 특징
리위아속은 20~30mm 정도까지 자라며, 콘벡사 종의 경우 표본이 불완전하나 보다 좀 더 긴 편이고, 플라나 종의 경우 좀 더 보존이 완전하며 보다 짧다.
네 개의 가슴마디가 붙은 타원형의 머리와 6쌍의 뒤를 향한 가시(앞부분의 가시 세 쌍은 짧고 뒤의 가시들 세 쌍은 그보다 길다)가 달린 독특한 배끝마디를 가지고 있다.